# مقاطعة سالم (نيو جيرسي)
مقاطعة سالم (بالإنجليزية: Salem County, New Jersey)‏ هي إحدى مقاطعات ولاية نيو جيرسي في الولايات المتحدة. ، بلغ عدد سكانها 66083 نسمة في عام 2010 حسب إحصاء مكتب تعداد الولايات المتحدة وتصل الكثافة السكانية فيها 75.5 نسمة/كم2.

## وصلات خارجية
- www.salemcountynj.gov
- United States Counties